# Gentiana scabrida
Gentiana scabrida är en gentianaväxtart som beskrevs av Bunzo Hayata. Gentiana scabrida ingår i släktet gentianor, och familjen gentianaväxter. Utöver nominatformen finns också underarten G. s. horaimontana.